# Punta del Corb
La Punta del Corb és una muntanya de 649 metres que es troba al municipi de Tivissa, a la comarca catalana de la Ribera d'Ebre.